# Konventionen om tillsyn av sjömäns arbets- och levnadsförhållanden
Konventionen om tillsyn av sjömäns arbets- och levnadsförhållanden (ILO:s konvention nr 178 om tillsyn av sjömäns arbets- och levnadsförhållanden, Labour Inspection (Seafarers) Convention) är en konvention som antogs i Genève i Schweiz av Internationella arbetsorganisationen (ILO) den 22 oktober 1996. De medlemsstater som ratificerar konventionen förbinder sig till att etablera ett system för regelbundna inspektioner av fartyg och arbetsförhållandena ombord.
I juli 2014 hade 15 av ILO:s 183 medlemsstater ratificerat konventionen, varav 11 därefter sagt upp den.